# Матіас Кройтлер
Матіас Кройтлер (нім. Mathias Kräutler; 2 травня 1895, Відень — 8 вересня 1968, Зальцбург) — австро-угорський, австрійський і німецький офіцер, генерал-майор вермахту. Кавалер Німецького хреста в золоті.

## Біографія
В 1913/15 роках навчався в Терезіанській академії. 15 березня 1915 року вступив в австро-угорську армію. Учасник Першої світової війни. 24 лютого 1919 року продовжив службу в австрійській армії. З 2 березня 1937 року — командир 1-го батальйону 12-го піхотного полку. Після аншлюсу 15 березня 1938 року автоматично перейшов у вермахт. З 26 квітня 1938 року — 1-й офіцер Генштабу командира піхоти 2. З 20 травня 1938 року — командир 3-го батальйону 12-го піхотного полку (з 1 серпня 1938 року — 135-й гірсько-піхотний полк 2-ї гірсько-піхотної дивізії). 5-17 грудня пройшов курс офіцера Генштабу. З 27 січня 1942 року — командир 139-го гірсько-піхотного полку 3-ї гірсько-піхотної дивізії. 1 березня 1944 року відправлений в резерв, пройшов курси командира дивізії і офіцера танкових військ. З 10 серпня 1944 року — командир дивізійної групи «Кройтлер» (з 1 жовтня — 140-а дивізія для особливих доручень, з 5 травня 1945 року — 9-та гірсько-піхотна дивізія «Норд»). 8 травня 1945 року взятий в полон британськими військами. 15 січня 1947 року звільнений у відставку.

## Звання
- Лейтенант (15 березня 1915)
- Оберлейтенант (1 листопада 1916)
- Гауптман (8 липня 1921)
- Майор (31 серпня 1931)
- Оберстлейтенант (1 червня 1939)
- Оберст (1 лютого 1942)
- Генерал-майор (1 жовтня 1944)

## Нагороди
- Медаль «За військові заслуги» (Австро-Угорщина)
  - бронзова з мечами (1915)
  - срібна з мечами (1916)
- Військовий Хрест Карла
- Хрест «За військові заслуги» (Австро-Угорщина) 3-го класу з військовою відзнакою і мечами — нагороджений двічі (1918).
- Медаль «За поранення» (Австро-Угорщина) з однією смугою — в червні 1918 року був важко поранений впалим камінням.
- Пам'ятна військова медаль (Австрія) з мечами
- Почесна шабля за відмінну стрільбу з пістолета (1930)
- Золотий почесний знак «За заслуги перед Австрійською Республікою»
- Хрест «За військові заслуги» (Австрія) 3-го класу (6 листопада 1937)
- Пам'ятна військова медаль (Угорщина) з мечами
- Почесний хрест ветерана війни з мечами
- Медаль «За вислугу років у Вермахті» 4-го, 3-го, 2-го і 1-го класу (25 років)
- Нагрудний знак «За поранення» в чорному — заміна австро-угорської медалі «За поранення».
- Залізний хрест
  - 2-го класу (1 жовтня 1939)
  - 1-го класу (14 липня 1941)
- Штурмовий піхотний знак в сріблі (30 серпня 1941)
- Орден Хреста Свободи 2-го класу з мечами (Фінляндія; 30 червня 1942)
- Медаль «За зимову кампанію на Сході 1941/42» (15 серпня 1942)
- Німецький хрест в золоті (25 січня 1945)